# Salva Reina
Salva Reina, all'anagrafe Salvador Reina e conosciuto anche con il d'arte di Chuky (Las Palmas de Gran Canaria, 9 aprile 1978), è un attore, comico, cabarettista e personaggio televisivo spagnolo.

## Biografia
Salva Reina è nato il 9 aprile 1978 a Las Palmas de Gran Canaria, in provincia di Las Palmas (Spagna), oltre a recitare collabora anche in vari programmi televisivi.

## Carriera
Salva Reina si è laureato in scienze dell'attività fisica e dello sport. Ha lavorato come collaboratore in numerosi programmi e riviste dando la nota di un umorismo alquanto surreale. In teatro ha recitato nella commedia Full de Reyes y Reina insieme a Pedro Reyes, essendo considerato il suo discepolo più eccezionale. Tra il 2004 e il 2008 ha recitato nella serie serie SOS Estudiantes su Canal Sur.
Nel 2008 ha preso parte alla serie di Antena 3 Generación DF e nel 2009 in Somos cómplices e nella serie Padre Medina, la versione per Canal Sur della premiata serie galiziana Padre Casares.
Nel 2014 ha recitato nei film 321 días en Michigan diretto da Enrique García e La isla minima diretto da Alberto Rodríguez Librero.
Nel 2015 ha interpretato José "Jozé" nella serie di Antena 3 Allí abajo e ha collaborato come conduttore del talk show Zapeando, in onda su La Sexta. Il 22 settembre dello stesso anno ha debuttato come presentatore del programma Este coche es una ruina per Canal Sur Andalucía. Nel 2016 ha preso parte al film Villaviciosa de al lado.
Nel 2018 ha recitato nel film El intercambio diretto da Ignacio Nacho, nel quale ha interpretato uno dei personaggi secondari. Nel film ha recitato insieme ad attori come Hugo Silva, Paco Tous, Pepón Nieto, Natalia Roig e Rossy de Palma. Nell'autunno dello stesso anno ha girato il film Señor, dame paciencia e la terza stagione della serie Allí abajo.
Nel 2018 ha iniziato a registrare la quarta stagione della serie Allí abajo. Nello stesso anno ha recitato nella serie Sabuesos. Nel 2019 ha ricoperto il ruolo di Darío Arjona (alias el Gato) nella serie Malaka e ha registrato la quinta e ultima stagione di Down There. Nel 2020 è stato il banditore al carnevale di Herencia. Nel 2022 ha recitato nelle serie Feria - La luce più oscura (Feria: la luz más oscura), nel ruolo di Marcos e in Una vita da riavvolgere (Si lo hubiera sabido) nel ruolo di Alfredo Fernández.

## Filmografia

### Cinema
- Club All In. La apuesta final, regia di Gonzalo Martínez (2014)
- Chochitos, regia di Nacho Albert Bordallo (2014)
- 321 días en Michigan, regia di Enrique García (2014)
- La isla mínima, regia di Alberto Rodríguez Librero (2014)
- Villaviciosa de al lado, regia di Nacho G. Velilla (2016)
- El intercambio, regia di Ignacio Nacho (2017)
- Señor, dame paciencia, regia di Álvaro Díaz Lorenzo (2017)
- El mejor verano de mi vida, regia di Dani de la Orden (2018)
- Antes de la quema, regia di Fernando Colomo (2018)
- Adiós, regia di Paco Cabezas (2019)
- Hasta que la boda nos separe, regia di Dani de la Orden (2020)
- La lista de los deseos, regia di Álvaro Díaz Lorenzo (2020)
- Cachita. La esclavitud borrada, regia di Álvaro Begines (2020)
- Las pesadillas de Alberto Soto, regia di Miguel A. Almanza (2020)
- Con quién viajas, regia di Martín Cuervo (2021)
- Hotel Colón, regia di Miguel Martí (2022)
- Isósceles, regia di Ignacio Nacho (2022)
- Todos lo hacen, regia di Martín Cuervo (2022)
- El universo de Óliver, regia di Alexis Morante (2022)
- Polar, regia di Alberto Palma (2022)
- Vienes o voy?, regia di Jaime Botella (2022)
- Elipsis, regia di Jesús Graván (2022)
- Cuánto me queda, regia di Carolina Bassecourt (2022)
- El ídolo (2022)
- Treguas, regia di Mario Hernández (2022)

### Televisione
- SOS Estudiantes – serie TV (2004)
- Generación DF – serie TV (2008)
- Los minutos del silencio, regia di R. Robles Rafatal – film TV (2009)
- Padre Medina – serie TV (2009-2010)
- Impares premium – serie TV (2010)
- Impares – serie TV (2010)
- Allí abajo: Curso d'andalú para euskaldunos – miniserie TV (2014)
- Allí abajo – serie TV (2015-2019)
- La zona – serie TV (2017)
- Sabuesos – serie TV (2018)
- Malaka – serie TV (2019)
- Deudas – serie TV (2021)
- Feria - La luce più oscura (Feria: la luz más oscura) – serie TV, 8 episodi (2022)
- Una vita da riavvolgere (Si lo hubiera sabido) – serie TV, 8 episodi (2022)

### Cortometraggi
- Illo, ¿tienes un pitillo?, regia di Salvador Blanco (2004)
- El jinete austero, regia di Nacho Albert Bordallo (2010)
- Cerro Muriano, regia di Jose Extremera (2011)
- Mormon, regia di Ceres Machado (2013)
- Bla Bla Bla, regia di Alexis Morante (2015)
- Abre fácil, regia di Álvaro Carrero (2016)
- Por Sifo, regia di Mario Hernández e Guillermo Rodriguez (2016)
- El día menos pensado, regia di Jose Extremera (2016)
- El Planeta de Nico, regia di Joaquín Villalonga (2017)
- Maridaje, regia di Nicolás Gutiérrez (2017)
- Sospechosos bajo el telón, regia di Moisés Martín (2020)
- Play (Todos juegan), regia di Álvaro Carrero (2020)
- Deadline, regia di Pablo L. de Aramburu (2020)
- Play, regia di Álvaro Carrero (2020)
- Elipsis, regia di Jesús Graván (2022)
- Los veranos de tu invierno, regia di Nei Loya (2022)

## Teatro
- Full de Reyes y Reina
- En ocasiones Veo a Humberto
- Se Ha Escribido Un Crimen

## Programmi televisivi
- ¡Ahora caigo! (Antena 3, 2015)
- Zapeando (La Sexta, 2015)
- Este coche es una ruina (2015)
- El club de la comedia (2015-2016)
- El juego de los anillos (2021)
- Versión española (2021)
- Días de cine (2019, 2021)
- Mapi (2022)

## Doppiatori italiani
Nelle versioni in italiano delle opere in cui ha recitato, Salva Reina è stato doppiato da:
- Gianluca Cortesi[10] in La isla mínima[11]
- Daniele Raffaeli[12] in Feria - La luce più oscura[13]
- Andrea Lavagnino[14] in Una vita da riavvolgere[15]
- Ruggero Andreozzi in Mano de hierro[16]

## Riconoscimenti
- ASECAN
  - 2015: Candidato come Miglior interpretazione maschile per il film 321 días en Michigan
  - 2020: Candidato come Miglior attore protagonista per il film Antes de la quema
  - 2020: Candidato come Miglior attore non protagonista per il film Adiós

- Cortogenia
  - 2015: Vincitore come Miglior interpretazione maschile per il cortometraggio Bla Bla Bla

- Festival del cinema spagnolo di Malaga
  - 2014: Vincitore come Miglior attore non protagonista per il film 321 días en Michigan insieme ad Hector Meres

- Huelva Latin American Film Festival
  - 2021: Vincitore del Premio Luz

- International Youth Film Festival "Plasencia Encorto"
  - 2015: Vincitore come Miglior attore per il cortometraggio Bla Bla Bla

- Iris Awards (Atv), Spagna
  - 2020: Candidato come Miglior attore per la serie Malaka